# Сурат, Ирина Захаровна
Ири́на Заха́ровна Сура́т (16 июня 1959, Москва) — советский и российский филолог, критик, исследователь русской литературы, пушкинист. Доктор филологических наук (2002).

## Биография
В 1981 году окончила филологический факультет МГУ, после чего окончила там же аспирантуру. В 1985 году защитила кандидатскую диссертацию «Жанр стихотворной сказки в русской литературе 1830-х годов».
В 1985—1988 годах преподавала в Историко-архивном институте.
C 1984 года публиковалась в журналах «Новый мир», «Знамя», «Звезда», «Октябрь», «Вопросы литературы», «Филологические науки», «Русская речь», «Новая Европа», «Знание — сила», «Наука в России», «Новая русская книга», в газетах «Русская мысль», «Русский язык», «Книжное обозрение» и др.
С 1997 года — член Союза писателей Москвы, с 2006 года — член русского ПЕН-центра.
С 1997 года работает в Институте мировой литературы, в секторе изучения Пушкина. В 2001 году защитила докторскую диссертацию в форме научного доклада «Личный опыт в лирике Пушкина и проблема построения биографии поэта».

## Основные работы
Книги
- «Жил на свете рыцарь бедный…» (1990)
- «Пушкинист Владислав Ходасевич» (1994)
- «Жизнь и лира. О Пушкине» (1995)
- «Пушкин: биография и лирика» (1999)
- «Пушкин. Краткий очерк жизни и творчества» (в соавт. с С. Г. Бочаровым, 2002, 2008)
- «Опыты о Мандельштаме» (2005)
- «Мандельштам и Пушкин» (2009)
- «Вчерашнее солнце: О Пушкине и пушкинистах» (2009)
- Человек в стихах и прозе. Очерки русской литературы XIX—XXI вв. — М.: ИМЛИ РАН, 2017. — 344 с.
- Лексикон русской лирики. — М.: ИМЛИ РАН, 2024. — 472 с.

Составление и комментарии к сочинениям
- Дмитриев И. И. Сочинения. / Сост. и комм. А. М. Пескова, И. З. Сурат. М.: Правда, 1986.
- Пушкин А. С. Поэзия. / Сост., комм., вступл. И. З. Сурат. М.: Слово, 1999. — 808 с.
- Ходасевич Вл. Путём зерна. / Сост. С. Г. Бочаров, И. З. Сурат. 2000. — 832 с.
- Пушкинский сборник. / Сост И. Е. Лощилов, И. З. Сурат. Три квадрата, 2005. — 448 с.

## Награды
- Премии журнала «Новый мир» (1995, 2003, 2016)
- Премия журнала «Звезда» (2008)
- Русско-итальянская литературная премия «Белла» (2014)
- Премия журнала «Знамя» (2016)